# Seal (muzician)
Henry Olusegun Adeola Samuel (n. 19 februarie 1963, Greater London, Anglia, Regatul Unit), cunoscut sub numele de scenă Seal, este un cântăreț și compozitor britanic. Câștigător a patru premii Grammy de-a lungul carierei, Seal a vândut peste 20 de milioane de discuri. A interpretat cântece de mare succes precum Kiss from a Rose, Crazy și Killer.

## Biografie
Seal s-a născut la 19 februarie 1963 la Spitalul St Mary din Paddington, Londra, fiul unei mame nigeriene, Adebisi Ogundeji, și al unui tată afro-brazilian, Francis Samuel. Și-a petrecut primii patru ani din viață cu părinții săi adoptivi, Frank și Barbara, în Romford, Essex, până când mama sa biologică l-a luat înapoi. Doi ani mai târziu, mama sa s-a întors în Nigeria, lăsându-l pe micuțul Seal în grija tatălui său, un bărbat violent care lucra ca pompier în Paddington, un cartier al zonei Westminster, în centrul Londrei, unde Seal a crescut.
Cicatricile sale faciale sunt rezultatul unei boli autoimune, lupus, de care suferă, o boală care nu are leac, și care l-a marcat când era copil.
A obținut o diplomă în arhitectură și a lucrat la mai multe proiecte în zona Londrei, înainte de a deveni cântăreț profesionist.
În mai 2005 s-a căsătorit cu modelul german Heidi Klum cu care are trei copii biologici și o a patra fiică dintr-o relație anterioară a lui Klum, pe care Seal a adoptat-o. După șapte ani de căsnicie, Heidi și Seal și-au anunțat despărțirea într-o declarație publicată de revista People.

## Cariera muzicală
Și-a arătat pasiunea pentru muzică în adolescență, cântând în cluburi și baruri înainte de a se alătura grupului Push în anii 1980, tot atunci luând și numele de scenă Seal. La începutul anilor 1990, cântărețul a cunoscut primele succese cu Killer, o piesă house pe care a interpretat-o pentru producătorul Adamski, apoi mai ales cu Crazy, un single care ar putea fi descris drept „soul-pop” pe care l-a compus el însuși și care a avut un mare succes internațional, ajungând în Top 10 (și uneori pe locul 1) în multe țări, inclusiv Statele Unite. Aceste titluri sunt incluse în albumul său Seal lansat în 1991 și care s-a bucurat și de succes în multe țări.
Doi ani mai târziu, a lansat un al doilea album, care a obținut succesul doar odată cu lansarea single-ului Kiss From a Rose, inclus în coloana sonoră a filmului Batman Forever și care a devenit un hit mondial și numărul 1 în Statele Unite.
În 1998, lansarea Human Being, al treilea album al său, s-a încheiat într-un eșec comercial - în comparație cu înregistrările sale anterioare - ; deși obține încă un „disc de aur” în Statele Unite.
În 2001, a interpretat melodia Les Mots cu Mylène Farmer, care s-a bucurat de un mare succes (mai mult de 600.000 de exemplare vândute) și și-a relansat cariera.
În 2003 lansează albumul Seal IV, la care a colaborat din nou cu Trevor Horn, care lucrase anterior pentru Madonna și Frankie Goes to Hollywood, precum și la primele două albume ale lui Seal. Albumul include o nouă versiune a piesei house My Vision, pe care o cântase pentru grupul Jakatta și care a fost numărul unu în Anglia în 2002.
În 2007, Seal a revenit cu albumul System, produs de Stuart Price, care a avut un succes modest.
În 2008, a înregistrat cântecul I Wish cu DMX, iar în noiembrie același an lansează albumul Soul care are un mare succes în Franța, clasându-se pe locul 1 timp de 13 săptămâni și vânzându-se în peste 800.000 de exemplare. Primul single de pe album este A Change Is Gonna Come, cântec interpretat inițial de cântărețul american de soul Sam Cooke, care a fost folosit în timpul campaniei lui Barack Obama pentru președintele Statelor Unite.
În 2012, a fost unul dintre cei patru „antrenori” ai versiunii australiane The Voice, alături de Keith Urban, Delta Goodrem și Joel Madden. El participă la sezoanele 1, 2 și 6.